# Révolte des paysans anglais
Batailles
La révolte des paysans fut un important soulèvement populaire ayant eu lieu en Angleterre en 1381. La révolte fut causée par plusieurs facteurs dont les tensions économiques et sociales provoquées par la peste noire dans les années 1350, les taxes élevées nécessaires au financement de la guerre de Cent Ans contre la France et l'instabilité du pouvoir politique à Londres. L'événement déclencheur fut l'intervention de John Brampton (en) dont les tentatives pour collecter l'impôt par tête dans la ville de Brentwood dans l'Essex le 30 mai 1381 se terminèrent par de violents affrontements qui se multiplièrent dans tout le Sud-Est de l'Angleterre. Une grande partie de la société rurale dont de nombreux artisans et représentants locaux se souleva pour exiger une réduction des taxes, la fin du servage et la démission des principaux conseillers du roi.
Inspirés par les sermons radicaux du prêtre John Ball et menés par Wat Tyler, plusieurs milliers de rebelles du Kent marchèrent sur Londres. Ils furent accueillis à Blackheath par des représentants du roi qui tentèrent sans succès de les persuader de rentrer chez eux. Le roi Richard II, alors âgé de seulement 14 ans, se réfugia à la tour de Londres mais la plus grande partie de l'armée royale se trouvait à l'étranger ou dans le Nord de l'Angleterre. Le 13 juin, les rebelles entrèrent dans Londres et, rejoints par les habitants de la ville, attaquèrent les prisons, incendièrent l'hôtel de Savoie et les Inns of Court et tuèrent toutes les personnes associées à l'autorité royale. Richard II rencontra les rebelles à Mile End le lendemain et accepta la plupart de leurs revendications dont l'abolition du servage. Dans le même temps, les insurgés entrèrent dans la tour de Londres et tuèrent le lord chancelier Simon Sudbury et le trésorier Robert de Hales qui s'y trouvaient.
Le 15 juin, Richard II quitta la ville pour rencontrer Tyler à Smithfield. Ce dernier fut tué lors d'une altercation avec le groupe du roi mais Richard II parvint à calmer la situation suffisamment longtemps pour que le maire de Londres William Walworth puisse rassembler une force de milice et disperser les rebelles. Le roi entreprit immédiatement de ramener l'ordre à Londres et annula les promesses qu'il avait faites. La révolte s'était alors étendue en Est-Anglie et de nombreux fonctionnaires royaux furent tués lors de l'attaque de l'université de Cambridge. L'insurrection continua jusqu'à l'intervention de l'évêque de Norwich Henri le Despenser, qui battit les rebelles à North Walsham le 25 ou le 26 juin. Les troubles s'étendirent au nord jusqu'aux villes d'York, de Beverley et de Scarborough et à l'ouest jusqu'à Bridgwater dans le Somerset. Richard II mobilisa environ 4 000 soldats pour ramener l'ordre et la répression qui se poursuivit jusqu'en novembre fit près de 1 500 victimes.
La révolte des paysans a fait l'objet de nombreuses études académiques et son interprétation a évolué au cours du temps. Auparavant considérée comme un tournant de l'histoire anglaise, les historiens estiment aujourd'hui que son impact économique et social fut assez limité et replacent cette insurrection dans le cadre plus global de la crise de la fin du Moyen Âge. Les auteurs marxistes comme William Morris avaient généralement une perception positive de cette révolte qui est devenue un important symbole pour la gauche britannique ; son image fut ainsi utilisée lors du débat sur l'instauration de la Poll tax au Royaume-Uni dans les années 1980.

## Contexte

### Économie

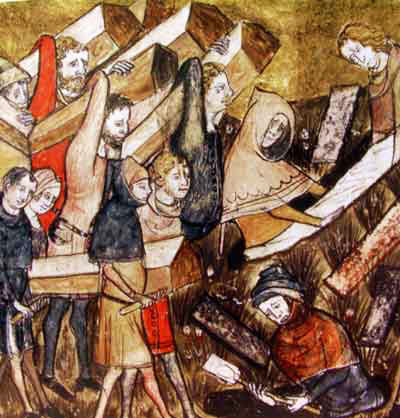
Victimes de la peste, Chronique de Gilles Li Muisis. Bibliothèque royale de Belgique, MS 13076-77, f. 24v.

La révolte des paysans fut alimentée par les bouleversements économiques et sociaux du XIVe siècle. Au début du siècle, la majorité des Anglais habitaient et travaillaient à la campagne dans le cadre d'une économie sophistiquée qui alimentait les villes et soutenait un prospère commerce international. La production était organisée autour de domaines fonciers contrôlés par l'aristocratie et le clergé,. Certains paysans étaient des serfs non libres qui devaient travailler sur les terres de leur seigneur et si la répartition entre paysans libres et non libres variait suivant les régions d'Angleterre, il y avait relativement peu de serfs dans le Sud-Est. Certains serfs étaient nés non libres et ne pouvaient quitter leurs terres pour travailler ailleurs sans l'accord de leur seigneur ; d'autres acceptaient des limitations à leurs libertés en échange de la permission d'exploiter les terres du seigneur,. La croissance démographique du XIIIe siècle et du début du XIVe siècle réduisit les terres disponibles et renforça le pouvoir des propriétaires terriens,.
En 1348, une épidémie de peste appelée peste noire ravagea l'Europe et tua entre 30 et 50 % de la population. Après une période d'effondrement de l'économie, l'Angleterre commença à s'adapter à la nouvelle situation. Le taux de mortalité dans la paysannerie signifiait que les terres devenaient soudainement abondantes tandis que la main d'œuvre s'était raréfiée. Les ouvriers pouvaient exiger de plus hauts salaires et les profits des propriétaires terriens furent affectés. Les réseaux commerciaux et financiers dans les villes furent également sévèrement touchés.
Les autorités répondirent au chaos avec des législations d'urgence comme l'ordonnance des travailleurs de 1349 et le statut des travailleurs de 1351. Ces textes tentaient de ramener les salaires aux niveaux d'avant la peste, criminalisaient le fait de refuser de travailler ou de rompre un contrat existant et imposaient des amendes aux contrevenants,. La loi était appliquée par des juges de paix appartenant généralement à l'aristocratie locale. Même si ces lois étaient en théorie autant destinée aux ouvriers demandant de plus hauts salaires qu'aux employeurs tentés de faire des offres plus importantes que leurs concurrents, elles étaient en pratique uniquement appliquées aux ouvriers et de manière souvent arbitraire. La législation fut renforcée en 1361 et les condamnations pouvaient être le marquage au fer ou l'emprisonnement. Le gouvernement royal n'était jusque-là jamais intervenu de cette manière ou allié avec les propriétaires locaux d'une façon aussi évidente et impopulaire.
Dans les décennies qui suivirent la peste noire, les perspectives économiques pour la paysannerie anglaise s'étaient néanmoins nettement améliorées. Certains ouvriers devinrent des spécialistes dans des domaines qui leur étaient auparavant fermés et d'autres changèrent d'employeurs pour travailler dans des domaines plus riches,. Ces évolutions furent accueillies avec enthousiasme dans le Sud-Est de l'Angleterre où le marché de Londres offrait de nombreuses perspectives aux agriculteurs et artisans. Les seigneurs locaux avaient le droit d'empêcher leurs serfs de quitter leurs propriétés mais beaucoup partirent pour travailler illégalement dans d'autres seigneuries,,. Les salaires continuèrent d'augmenter et entre les années 1340 et 1380, le pouvoir d'achat des ouvriers ruraux s'était accru de 40 %. Alors que la richesse des classes inférieures augmentait, le Parlement adopta de nouvelles lois pour les empêcher d'acheter des produits de luxe auparavant uniquement accessibles aux riches. Ces lois somptuaires se révélèrent inapplicables mais la législation sur le travail continua d'être appliquée avec fermeté,.

### Guerre et finances
Une autre cause de la révolte de 1381 était le déroulement de la guerre avec la France. En 1337, Édouard III avait revendiqué le trône de France et déclenché un conflit qui fut appelé guerre de Cent Ans. Après plusieurs défaites, les Français menés par le roi Charles V reprirent l'ascendant après 1369 grâce à la supériorité de l'économie française et ils commencèrent à mener des raids contre les côtes du Sud de l'Angleterre,. Dans les années 1370, le maintien des armées anglaises en France engendrait des frais militaires et économiques considérables ; les garnisons de Calais et de Brest coûtaient ainsi annuellement 36 000 £ (environ 5,7 milliards de livres de 2012) tandis que les campagnes militaires pouvaient consommer 50 000 £ (environ 8 milliards de livres 2012) en six mois,,. Édouard III mourut en 1377 et son petit-fils Richard II, alors âgé de 10 ans, lui succéda.

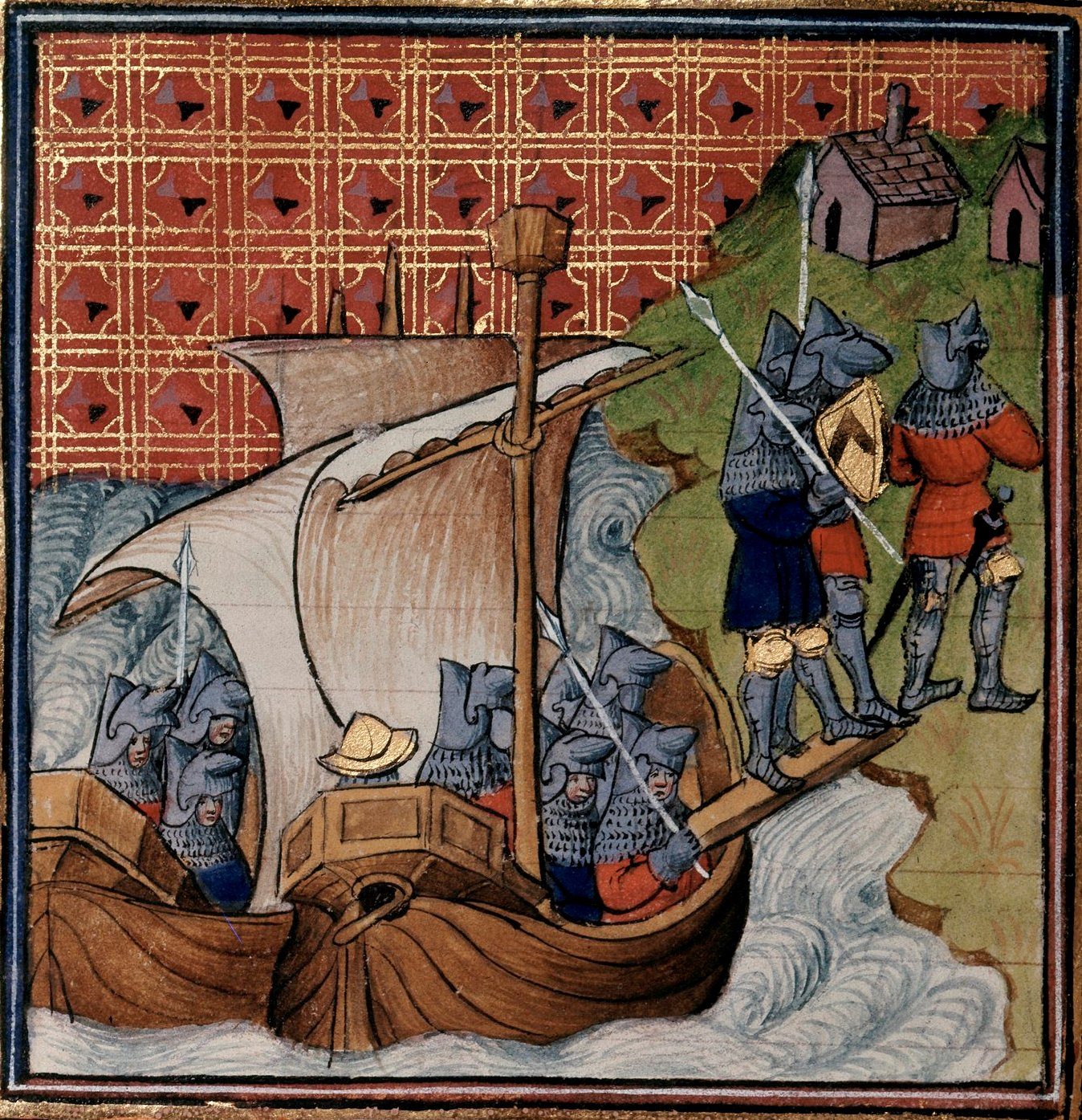
Débarquement de soldats anglais en Normandie durant la guerre de Cent Ans, 1380-1400.

Richard II était conseillé par ses oncles, dont le plus important et le plus riche était Jean de Gand, et par les membres de l'administration de son grand-père. Ils furent confrontés à la problématique du financement de la guerre contre la France. Les impôts étaient alors levés ponctuellement par le Parlement pour répondre à des besoins spécifiques. Ce corps législatif comprenait la Chambre des lords composée de membres de l'aristocratie et du clergé et la Chambre des communes où siégeaient les représentants des chevaliers, des marchands et de la gentry. Ces impôts étaient généralement déterminés suivant les biens d'un foyer et leur augmentation affectait plus les membres de la Chambre des communes que ceux de la Chambre des lords. Pour compliquer la situation, les statistiques officielles utilisées pour collecter les impôts dataient d'avant la peste noire et ne correspondaient plus à la nouvelle situation économique du pays.
Juste avant la mort d'Édouard III, le Parlement avait introduit une nouvelle forme de taxation appelée l'impôt par tête à hauteur de quatre pence par personne de plus de 14 ans avec des déductions pour les couples mariés,,. Destiné à répartir le coût de la guerre sur une plus large assiette économique que les précédentes taxes, il se révéla extrêmement impopulaire mais permit de collecter 22 000 £ (environ 5,4 milliards de livres de 2012),. La situation militaire ne s'améliora pas et même si des emprunts forcés permirent d'accroître les recettes, le roi fut contraint de solliciter à nouveau le Parlement en 1379 pour obtenir de nouvelles rentrées d'argent,. La Chambre des communes était favorable au jeune roi mais s'inquiétait de la somme demandée et de la gestion de l'argent par les conseillers royaux qu'elle suspectait de corruption,. Un nouvel impôt par tête fut approuvé avec un barème répartissant la population en sept catégories. L'évasion fiscale fut un problème et elle ne permit de collecter que 18 600 £ bien moins que les 50 000 £ (environ 14 milliards de livres de 2012) escomptés,.
En novembre 1380, le Parlement fut convoqué à Northampton. L'archevêque de Canterbury et nouveau lord chancelier, Simon Sudbury, l'informa de la dégradation de la situation militaire en France, de l'effondrement du commerce international et du risque de défaut souverain de la Couronne. La somme colossale de 160 000 £ (environ 44 milliards de livres de 2012) était à présent nécessaire et les débats furent houleux entre le Parlement et le conseil royal,. Le Parlement adopta un troisième impôt par tête à hauteur de 12 pence pour toute personne de plus de 15 ans sans exemption pour les couples mariés qui devait permettre de lever 66 000 £,. Ce troisième impôt par tête était très impopulaire et de nombreux habitants du Sud-Est l'évitèrent en refusant de s'enregistrer,. Le conseil royal nomma de nouveaux commissaires en mars 1381 pour interroger les fonctionnaires locaux afin d'essayer d'identifier les contrevenants. Les pouvoirs extraordinaires de ces équipes d'enquêteurs et leur zèle dans les communautés rurales accrurent encore plus les tensions sur ces nouveaux impôts,.

### Montée des tensions

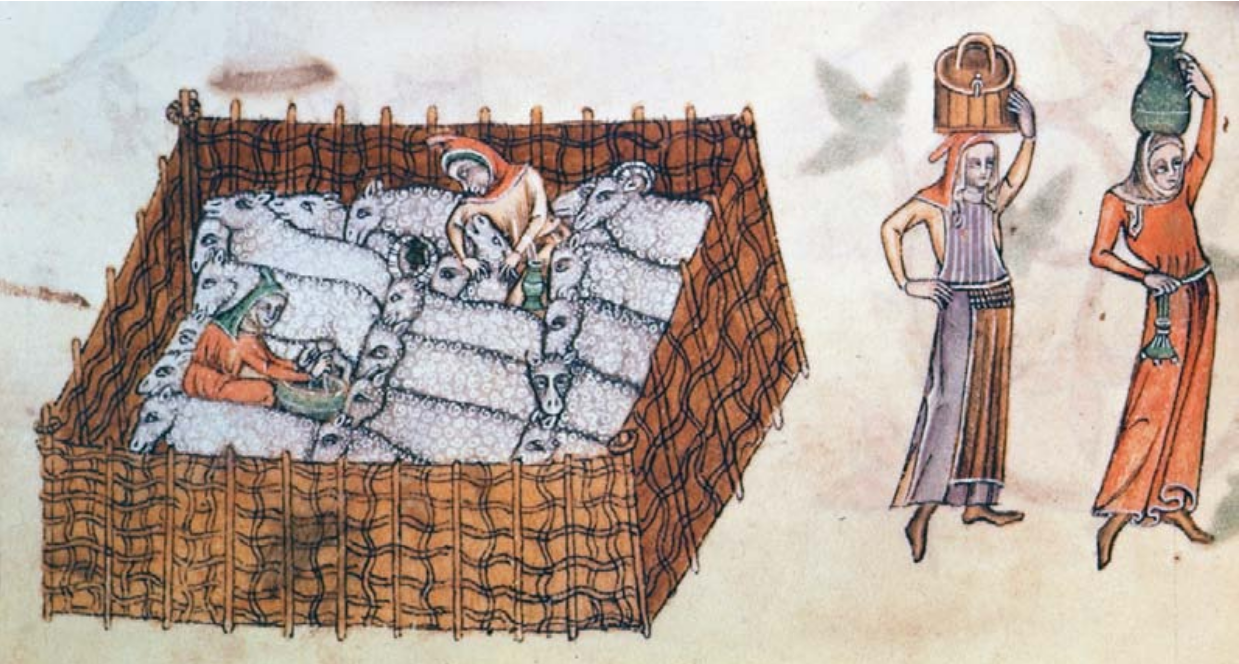
Élevage de moutons, psautier de Luttrell, 1320-1340.

La décennie ayant précédé 1381 fut une période agitée,. Londres était un lieu privilégié pour les troubles et les actions politiques des guildes et des corporations alarmaient souvent les autorités. Les Londoniens étaient mécontents de l'expansion du système judiciaire royal dans la capitale et en particulier du rôle croissant du tribunal de Marshalsea à Southwark qui entrait en compétition avec les autorités judiciaire de la Cité de Londres,,. Les habitants de la ville se méfiaient également de la présence grandissante d'étrangers et en particulier celle des tisserands flamands. Les Londoniens détestaient Jean de Gand car il soutenait le théologien réformateur John Wyclif dont les idées étaient considérées comme hérétiques. Jean de Gand était également entré en conflit avec l'élite de la capitale et les rumeurs avançaient qu'il envisageait de remplacer le lord-maire de Londres élu par un gouverneur nommé par la Couronne. L'élite londonienne était de même divisée et souffrait des luttes internes pour le pouvoir politique. En conséquence, la situation politique londonienne en 1381 était particulièrement instable.
Les communautés rurales, particulièrement dans le Sud-Est, étaient mécontentes du servage et de l'utilisation des tribunaux locaux pour collecter les taxes et impôts car les propriétaires terriens qui géraient ces cours faisaient appliquer les impopulaires lois sur le travail. De nombreux chefs de villages refusaient des postes dans l'administration locale et commencèrent à entraver les activités des tribunaux. Les animaux saisis étaient « secourus » par leurs propriétaires et les juges étaient agressés. Certains défendirent la création de communautés rurales autonomes respectant les lois traditionnelles mais rejetant le système judiciaire détesté,. Pour l'historienne Miri Rubin, « le problème n'était pas les lois du pays mais les personnes chargées de les faire appliquer ».
Les inquiétudes grandissaient également concernant les changements sociaux. Dans les années 1360 ou 1370, William Langland écrivit le poème Pierre le laboureur qui faisait l'éloge des paysans respectueux des lois qui travaillent dur pour leur seigneur et critiquait les ouvriers itinérants cupides demandant de plus hauts salaires. Le poète John Gower s'inquiétait d'une possible insurrection en Angleterre semblable à la Grande Jacquerie française de 1358 au cours de laquelle les paysans s'étaient soulevés contre leurs seigneurs. Ces inquiétudes se transformèrent en panique morale au sujet des ouvriers itinérants arrivant dans les villes. Une nouvelle législation fut adoptée en 1359 pour contrôler ces migrants ; les lois sur la conspiration furent plus largement appliquées et le Treason Act de 1351 fut étendu pour pouvoir juger les serviteurs qui trahissaient leurs seigneurs,. Dans les années 1370, les élites s'inquiétaient de la possibilité que les classes rurales ne se rangent du côté des Français si ces derniers débarquaient en Angleterre.
Le mécontentement commença à se traduire par des protestations de plus en plus importantes. Lors de la « Grande rumeur » de 1377, les ouvriers du Sud de l'Angleterre s'organisèrent et refusèrent de travailler pour leurs seigneurs en avançant que selon le Domesday Book, ils en étaient exemptés. Ils plaidèrent sans succès leur cause devant les tribunaux et le roi. Les tensions s'accrurent également dans les villes en particulier à Londres où Jean de Gand échappa de justesse à un lynchage,. Des troubles éclatèrent dans le Nord et dans les villes de l'Ouest comme Shrewsbury et Bridgwater, tandis qu'à York, le maire John de Gisborne, fut renversé. La grande tempête qui frappa Londres au mois de mai 1381 fut considérée par beaucoup comme le présage de profonds changements et s'ajouta aux tensions existantes.

## Déroulement

### Début de la révolte

#### Essex et Kent
La révolte de 1381 éclata dans l'Essex à la suite des actions de John Bampton (en). Ce dernier était un membre du Parlement, un juge de paix et avait des relations étroites avec l'entourage royal. Il s'installa le 30 mai non loin de Brentwood et convoqua les représentants des villages voisins de Corringham, de Fobbing et de Stanford-le-Hope pour qu'ils expliquent le non-paiement de l'impôt par tête par leurs communautés. Les villageois semblent être arrivés bien organisés et armés de bâtons et de vieux arcs. Bampton interrogea en premier les habitants de Fobbing dont le représentant Thomas Baker déclara que son village avait déjà payé ses impôts et qu'il ne paierait plus rien. Les violences éclatèrent lorsque Bampton tenta de faire arrêter Baker. Bampton s'échappa et rejoignit Londres mais trois de ses clercs et plusieurs habitants de Brentwood qui avaient accepté d'être jurés furent tués,. Robert Bealknap, le juge en chef de la cour des plaids-communs, qui se trouvait probablement dans la région, reçut l'ordre d'arrêter et de juger les responsables.

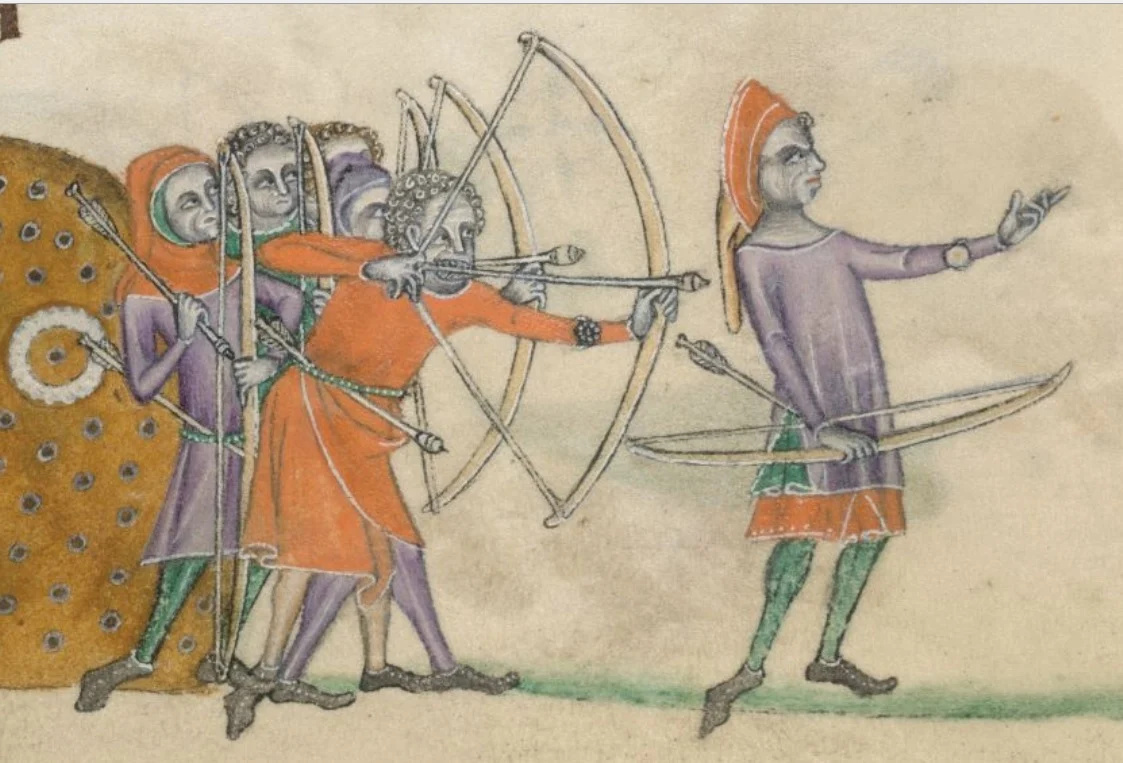
Paysans s'entraînant au tir à l'arc, psautier de Luttrell, 1320-1340.

Les nouvelles de l'incident se répandirent rapidement dans toute la région. Le 4 juin, les rebelles se rassemblèrent dans le village de Bocking où ils semblent avoir discuté de leurs futurs plans. Les rebelles de l'Essex, peut-être quelques milliers, se mirent en route vers Londres ; certains marchèrent directement vers la capitale et d'autres passèrent par le Kent. Un groupe, mené par l'ancien chapelain John Wrawe, se rendit dans le Nord dans le comté voisin du Suffolk pour essayer d'y organiser une révolte,.
Dans le même temps, des soulèvements eurent lieu dans le Kent. Simon de Burley, un conseiller proche d'Édouard III et de Richard II, apprit qu'un serf du Kent nommé Robert Belling avait quitté illégalement son domaine. Burley détacha deux sergents à Gravesend pour l'arrêter. Le bailli local et Belling tentèrent de trouver une solution et offrirent de payer une somme d'argent en échange de l'abandon des poursuites ; cela fut refusé et Belling fut arrêté et emmené au château de Rochester. Un groupe de villageois furieux se rassembla à Dartford, peut-être le 5 juin, pour discuter de la situation. Ils se rendirent ensuite à Maidstone où ils prirent d'assaut la prison et arrivèrent à Rochester le 6 juin. Devant la foule en colère, le connétable responsable du château de Rochester se rendit sans combattre et Belling fut libéré.
Une partie de la foule se dispersa mais certains décidèrent de poursuivre la révolte. À partir de ce moment, il semble que les rebelles aient été menés par Wat Tyler dont l'Anonimalle Chronicle suggère qu'il aurait été élu comme leur meneur lors d'un rassemblement à Maidstone le 7 juin,. On sait peu de choses du passé de Tyler ; les chroniqueurs avancent qu'il était originaire de l'Essex, qu'il avait combattu en France en tant qu'archer et qu'il était un chef charismatique et compétent,. Plusieurs chroniqueurs considèrent qu'il mit en forme les revendications des rebelles. Certains mentionnent également un certain Jack Straw parmi les chefs des rebelles du Kent mais il est possible que cela ait été un pseudonyme pour Wat Tyler ou John Wrawe,
Tyler et les rebelles du Kent avancèrent jusqu'à Canterbury et entrèrent sans opposition dans la ville et le château le 10 juin,. Les rebelles déposèrent l'archevêque de Canterbury, Simon Sudbury, alors absent, et forcèrent les moines de la cathédrale à prêter allégeance à leur cause. Ils attaquèrent les bâtiments de la ville liés au conseil royal détesté et exécutèrent les personnes suspectées d'être favorables au gouvernement,. Les détenus de la prison furent également libérés. Tyler convainquit ensuite quelques milliers de rebelles de quitter Canterbury et de se mettre en route vers Londres le lendemain matin.

#### Marche sur la capitale

Enluminure du XVe siècle représentant John Ball encourageant les rebelles. Wat Tyler est l'homme en rouge à gauche.

L'avancée des rebelles du Kent vers Londres semble avoir été coordonnée avec les mouvements des insurgés de l'Essex, du Suffolk et de Norfolk. Leur armement était disparate et incluait des bâtons, des haches de guerre, de vieilles épées et d'anciens arcs,. Sur leur chemin, ils rencontrèrent Jeanne Plantagenêt, la mère de Richard II, qui rejoignait la capitale pour éviter d'être prise dans la révolte ; elle fut moquée par les rebelles mais laissée libre et indemne. Les rebelles du Kent arrivèrent à Blackheath dans les faubourgs sud-est de la capitale le 12 juin,.
Dans le même temps, les nouvelles de l'insurrection atteignirent le château de Windsor où se trouvait le roi dans la nuit du 10 juin. Ce dernier rejoignit Londres en descendant la Tamise le lendemain et s'installa dans la sécurité de la tour de Londres. Il y fut rejoint par sa mère, l'archevêque de Canterbury, le lord trésorier Robert de Hales, les comtes d'Arundel, de Salisbury et de Warwick ainsi que de nombreux autres nobles,. Une délégation menée par Thomas Brinton, l'évêque de Rochester, fut envoyée à la rencontre des rebelles à l'extérieur de Londres pour les convaincre de se disperser.
À Blackheath, John Ball, délivra un célèbre sermon devant les rebelles du Kent. Ball était un prêtre radical du Kent proche de Tyler,. Les chroniques varient sur la manière dont il fut impliqué dans la révolte ; il est possible qu'il ait été libéré de la prison de Maidstone par les rebelles,. Ball demanda rhétoriquement à la foule « Quand Adam bêchait et Ève filait, où donc était le gentilhomme ? » et promut le slogan rebelle d'« Avec le roi Richard et les véritables communes d'Angleterre ». Ces déclarations mettaient l'accent sur l'opposition au servage et à la hiérarchie sociale qui séparait le sujet de son souverain tout en soulignant qu'ils étaient loyaux à la monarchie contrairement aux conseillers du roi,,. Les rebelles refusèrent de se disperser comme le demandait l'évêque de Rochester et se préparèrent à poursuivre leur marche vers Londres.
Des discussions eurent lieu à la tour de Londres sur la manière de faire face à l'insurrection. Le roi n'avait que quelques centaines de soldats à sa disposition,,,. Les troupes les plus expérimentées se trouvaient en France, en Irlande et en Allemagne et l'armée la plus proche était stationnée dans le Nord de l'Angleterre pour prévenir une possible invasion écossaise,,. L'opposition à l'insurrection était également entravée par la loi anglaise qui stipulait que seul le roi pouvait assembler des milices locales ou exécuter les rebelles ; de nombreux seigneurs locaux étaient donc réticents à l'idée de réprimer les révoltes de leur propre chef.
Comme les négociations à Blackheath avaient échoué, il fut décidé que le roi devrait rencontrer les rebelles à Greenwich sur la rive sud de la Tamise. Escorté par quatre barges de soldats, Richard II quitta la tour de Londres le matin du 13 juin pour traverser la Tamise et rejoindre les rebelles de l'autre côté du fleuve. Les négociations échouèrent car Richard II refusait de descendre à terre et les rebelles rejetaient toutes discussions jusqu'à ce qu'il le fasse. Le roi retraversa la Tamise et retourna à la tour de Londres,.

### Événements à Londres

#### Entrée dans la ville

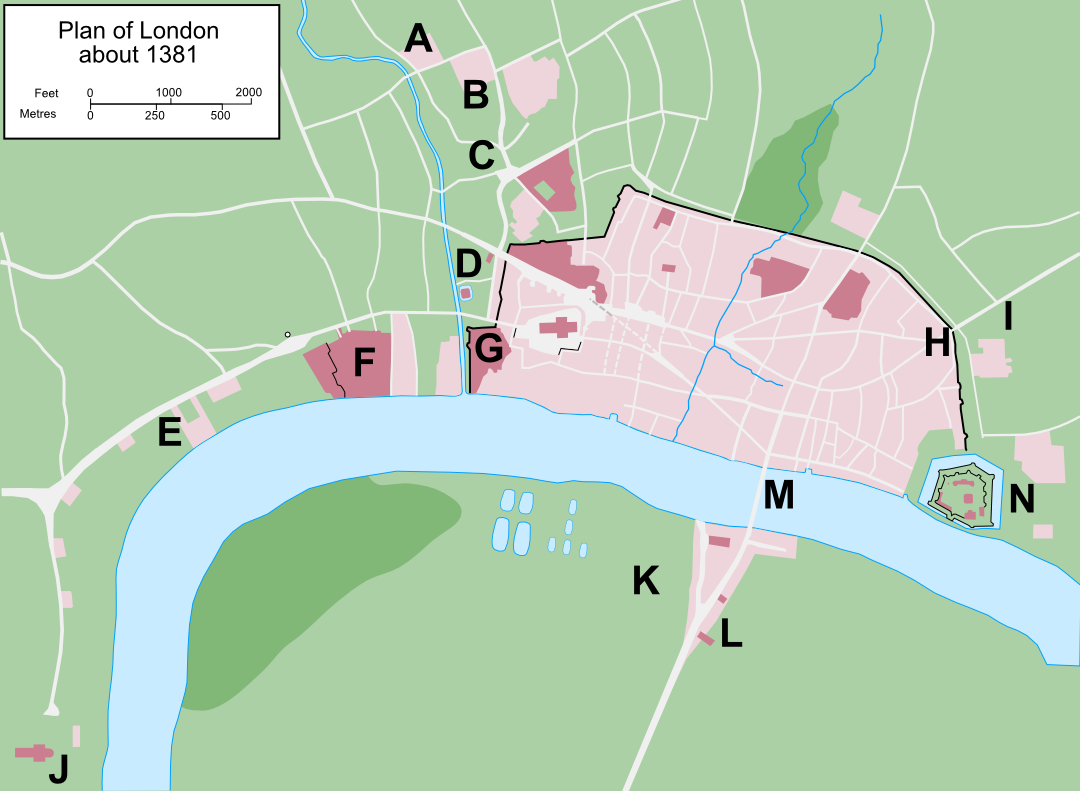
Carte de Londres en 1381 : A - Clerkenwell ; B - Prieuré Saint-Jean ; C - Smithfield ; D - Prisons de la Fleet et de Newgate ; E - Hôtel de Savoie ; F - Temple ; G - Blackfriars ; H - Aldgate ; I - Mile End ; J - Westminster ; K - Southwark ; L - Prison de Marshalsea ; M - London Bridge ; N - Tour de Londres.

Les rebelles commencèrent à franchir la Tamise depuis Southwark par le London Bridge dans l'après-midi du 13 juin,. Les défenses du London Bridge furent ouvertes de l'intérieur par William Tonge, un conseiller municipal, par sympathie pour leur cause ou par peur, et les rebelles entrèrent dans la Cité de Londres,,,. Au même moment, les rebelles venant de l'Essex entrèrent depuis le nord via Aldgate.
Les rebelles du Kent avaient préparé une longue liste de personnes qu'ils voulaient que le roi livre afin de les exécuter. Parmi eux figuraient Jean de Gand, l'archevêque de Canterbury Simon Sudbury, Robert de Hales et des représentants de l'autorité tels que Bealknap et Bampton. Les rebelles du Kent et de l'Essex furent rejoints par de nombreux Londoniens,. Les prisons de la Fleet, de Newgate et de Marshalsea furent prises d'assaut et tous les prisonniers furent libérés tandis que les résidences des immigrants flamands étaient attaquées,,.
Du côté nord de Londres, les rebelles approchèrent de Smithfield et du prieuré de Clerkenwell où se trouvaient les quartiers généraux des chevaliers hospitaliers dirigés par Robert de Hales. Le prieuré et le manoir voisin furent détruits et les rebelles continuèrent vers l'ouest sur Fleet Street avant d'attaquer le quartier de Temple (en) où se trouvaient des bâtiments appartenant aux hospitaliers. Les livres et les documents furent brûlés dans la rue et les bâtiments systématiquement détruits. Le lord du sceau privé, John Fordham, qui figurait sur la liste des hommes à exécuter, s'échappa de justesse alors que les rebelles mettaient à sac sa résidence.
Les rebelles attaquèrent ensuite l'hôtel de Savoie, une immense et luxueuse résidence appartenant à Jean de Gand. Selon le chroniqueur Henry Knighton, il contenait « de telles quantités d'argenterie sans compter les vaisselles dorées que cinq charrettes suffiraient à peine à les transporter » ; les estimations officielles évaluaient la valeur des biens à environ 10 000 £ (environ 200 millions de livres de 2012). L'intérieur du bâtiment fut systématiquement détruit par les rebelles qui incendièrent le mobilier et les documents, brisèrent les orfèvreries et jetèrent les restes dans la Tamise et les égouts. Symboliquement, presque rien ne fut volé par les rebelles qui se présentèrent comme des « zélotes de la vérité et de la justice et non comme des voleurs et des bandits » et incendièrent l'hôtel. Dans la soirée, les forces rebelles se rassemblèrent autour de la tour de Londres d'où le roi pouvait voir les incendies ravageant la ville.

#### Prise de la tour de Londres

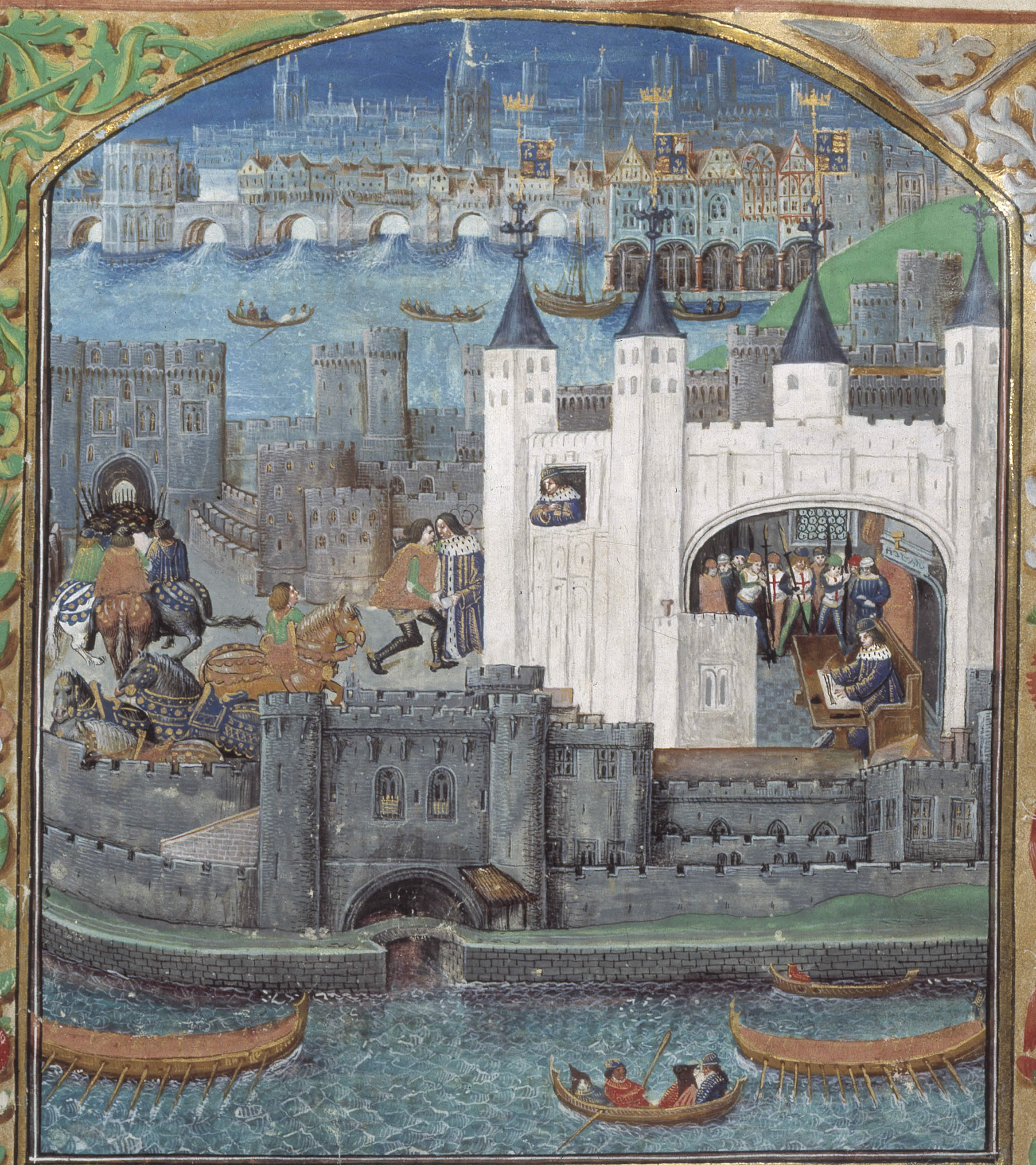
Enluminure de la fin du XVe siècle représentant la tour de Londres avec son donjon, la tour Blanche.

Le matin du 14 juin, la foule continua vers l'ouest le long de la Tamise en incendiant les résidences des officiels autour de Westminster et en ouvrant la prison de la ville. Les rebelles revinrent ensuite dans la ville où ils incendièrent de nouveaux bâtiments et exécutèrent les personnes dont le nom avait une consonance flamande dont le conseiller du roi Richard Lyons,. Dans un ward de la cité, les corps de quarante Flamands exécutés furent empilés dans la rue. L'historien Rodney Hilton avance que ces attaques auraient pu être coordonnées par la guilde des tisserands de Londres qui étaient en compétition avec les artisans flamands.
Isolé dans la tour de Londres, le gouvernement royal était choqué par la tournure des événements. La décision fut prise, peut-être par Richard II lui-même, d'envoyer le roi avec une très petite escorte pour négocier avec les rebelles à Mile End dans l'est de Londres,. Sudbury et Hales restèrent dans la tour soit pour leur propre sécurité soit parce que le roi avait jugé qu'il serait préférable de s'éloigner de ses ministres impopulaires. On ne sait pas précisément qui parla au nom des rebelles et il est possible que Wat Tyler n'ait pas été présent à cette occasion. Les insurgés semblent avoir présenté leurs revendications au roi dont la livraison de ses conseillers figurant sur la liste des personnes à exécuter, l'abolition du servage, « qu'il n'y ait aucune loi au sein du royaume sauf celle de Winchester » et une amnistie pour les rebelles,. La signification de la « loi de Winchester » est incertaine mais elle faisait probablement référence à l'idéal rebelle de communautés villageoises autonomes,,. Richard II signa des chartes royales annonçant l'abolition du servage qui furent rapidement publiées dans tout le pays. Il refusa néanmoins de livrer ses conseillers et semble avoir promis qu'il appliquerait personnellement les châtiments nécessaires.
Alors que Richard II était à Mile End, la tour de Londres fut prise d'assaut par les rebelles. Ces derniers opérant indépendamment des ordres de Tyler, approchèrent la forteresse, peut-être à la fin du matin. Les portes furent ouvertes pour accueillir Richard II à son retour et une foule d'environ 400 personnes entra dans le complexe ; il n'y eut aucune opposition peut-être car les gardes étaient effrayés par les rebelles,. Une fois à l'intérieur, les insurgés cherchèrent leurs cibles et découvrirent l'archevêque Sudbury et Robert de Hales dans la chapelle de la tour Blanche. Avec William Appleton, le médecin de Jean de Gand et John Legge, un sergent royal, ils furent emmenés à Tower Hill et décapités. Leurs têtes furent paradées dans la cité avant d'être accrochées au London Bridge. Les rebelles découvrirent le fils de Jean de Gand, le futur Henri IV, et se préparèrent à l'exécuter mais John Ferrour, l'un des gardes royaux, intercéda en sa faveur avec succès,. Ils trouvèrent également Jeanne Plantagenêt et Jeanne Holland, la mère et la sœur de Richard II, dans le château mais les laissèrent saines et sauves après les avoir humiliées. La forteresse fut complètement vidée de ses équipements militaires.
À la suite de l'attaque, Richard II ne retourna pas à la tour et se rendit à la résidence royale du chambellan à Blackfriars dans le sud-ouest de Londres. Il y nomma le commandant militaire, le comte d'Arundel Richard FitzAlan, pour remplacer Sudbury au poste de lord chancelier et se prépara à reprendre l'initiative contre les rebelles,. De nombreux insurgés de l'Essex étaient satisfaits des promesses du roi et commencèrent à se disperser. Tyler et ses hommes, essentiellement originaires du Kent, continuèrent à fouiller les alentours de la ville pour rechercher et tuer les employés de Jean de Gand, les étrangers et quiconque associé au système juridique.

#### Smithfield

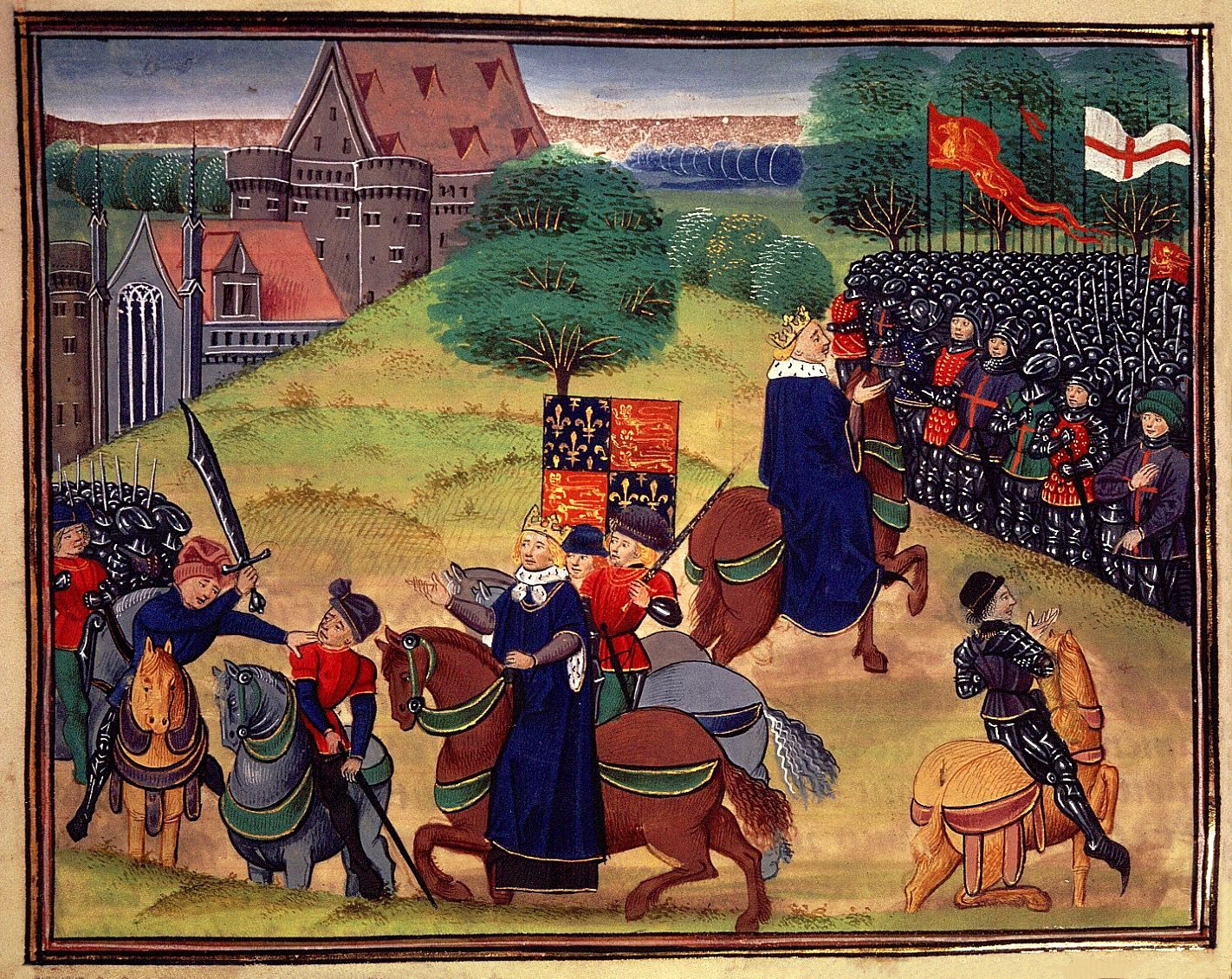
Enluminure de la fin du XIVe siècle montrant William Walworth tuant Wat Tyler ; le roi reconnaissable à sa couronne est représenté deux fois, observant les événements (à gauche) et s'adressant à la foule (à droite).

Le 15 juin, le gouvernement et les rebelles non satisfaits des chartes signées la veille par le roi, acceptèrent une rencontre à Smithfield juste à l'extérieur des murs de la ville. Londres restait en plein chaos avec plusieurs bandes de rebelles errant dans la ville. Richard II pria à l'abbaye de Westminster avant de se mettre en route vers le lieu de la rencontre en fin d'après-midi. Les détails de la rencontre varient selon les chroniques mais elles s'accordent toutes sur son déroulement général. Le roi et son escorte, au moins 200 hommes d'armes, se positionnèrent à l'extérieur du prieuré St Barthélémy à l'est de Smithfield avec des milliers de rebelles à l'ouest,,. Richard II a probablement demandé à Tyler de venir à sa rencontre et Tyler salua le roi avec ce que l'escorte royale jugeait être une familiarité excessive en le qualifiant de « frère » et en lui promettant son amitié. Richard II demanda pourquoi Tyler et les rebelles n'avaient pas encore quitté Londres après la signature des chartes la veille mais cela fut suivi par une violente répartie de Tyler qui demanda d'autres concessions. Le chef des rebelles exigea grossièrement des rafraîchissements et tenta de partir après les avoir eus.
Une altercation éclata entre Tyler et des membres de la suite du roi et le lord-maire de Londres William Walworth s'interposa. Tyler avança vers le roi et son escorte intervint. Walworth ou Richard II ordonnèrent l'arrestation de Tyler qui tenta d'attaquer le lord-maire ; ce dernier se défendit en le poignardant. Ralph Standish, un écuyer du roi, frappa alors plusieurs fois Tyler avec son épée et il fut mortellement blessé.
La situation était très précaire et les rebelles se préparaient à tirer une volée de flèches. Richard II chevaucha à l'avant des rebelles et les convainquit de le suivre jusqu'à Clerkenwell. Dans le même temps, Walworth commença à reprendre le contrôle de la situation avec l'aide de renforts de la ville. La tête de Tyler fut coupée et exposée sur un pieu ; avec la mort de leur chef et le gouvernement royal soutenu par la milice londonienne, le mouvement rebelle commença à s'effondrer,. Richard II adouba immédiatement Walworth et ses partisans pour leurs services.

### Autres soulèvements

#### Est de l'Angleterre
Tandis que la révolte s'étendait à Londres, John Wrawe mena ses forces dans le Suffolk. Les autorités furent dépassées par l'insurrection et les principales fortifications tombèrent avant que les milices locales ne soient organisées. Comme à Londres et dans le Sud-Est, cela était lié à l'absence de véritables commandants militaires et à la nature de la loi anglaise mais toute armée levée localement aurait sans doute été peu fiable face à un soulèvement populaire,.

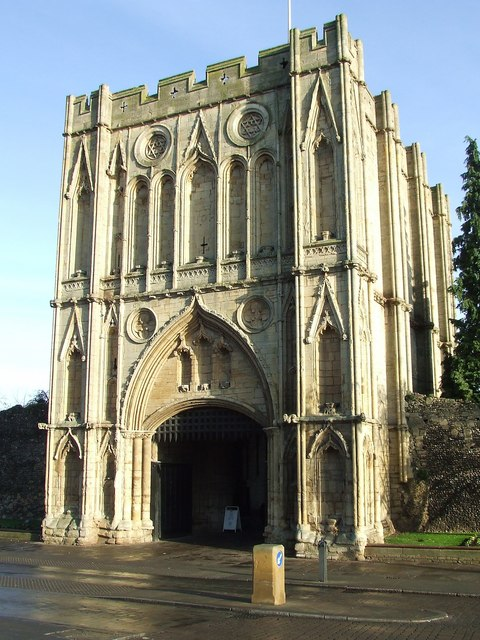
Entrée principale de l'abbaye de Bury St Edmunds attaquée par les rebelles le 13 juin.

Le 12 juin Wrawe attaqua le domaine de Richard Lyons à Overhall et il rassembla de nouveaux partisans à son entrée dans les villes de Cavendish et de Bury St Edmunds dans l'Ouest du Suffolk le lendemain. John Cambridge, le prieur de l'abbaye de Bury St Edmunds, était détesté par la population locale et les rebelles prirent d'assaut l'abbaye. Cambridge parvint à s'échapper mais fut capturé et décapité deux jours plus tard,. Un petit groupe de rebelles marcha vers le nord en direction de Thetford pour extorquer de l'argent à la ville et un autre groupe poursuivit John Cavendish, le lord juge en chef d'Angleterre et du pays de Galles et chancelier de l'université de Cambridge, ; il fut arrêté et tué à Lakenheath. John Battisford et Thomas Sampson menèrent indépendamment des révoltes près d'Ipswich le 14 juin. Ils prirent la ville sans opposition et pillèrent les propriétés de l'archidiaconé et des percepteurs locaux. Les violences s'étendirent et des attaques visèrent de nombreuses propriétés tandis que les documents officiels étaient brûlés,.
La révolte éclata à St Albans dans l'Hertfordshire dans la soirée du 13 juin à l'annonce des événements à Londres. Il existait un long antagonisme entre les habitants de la ville et l'abbaye locale qui disposait de nombreux privilèges dans la région. Le 14 juin, des protestataires rencontrèrent l'abbé Thomas de la Mare et demandèrent à être libérés de leurs corvées. Un groupe d'habitants emmené par William Grindecobbe s'était rendu à Londres pour demander au roi d'abolir les avantages de l'abbaye. Wat Tyler, qui contrôlait alors la ville, les autorisa à prendre des actions contre l'abbaye. Grindecobbe et les rebelles retournèrent à St Albans où ils découvrirent que le prieur s'était déjà enfui. Les rebelles ouvrirent les geôles de l'abbaye, détruisirent les clôtures délimitant les possessions du clergé et brûlèrent les documents de l'abbaye sur la place de la ville. Ils obligèrent ensuite Thomas de la Mare à céder les droits de l'abbaye dans une charte datée du 16 juin.
Le 15 juin, des rebelles du Suffolk menés par Wrawe et des hommes ayant participé aux événements de Londres instiguèrent une insurrection dans le Cambridgeshire. L'université de Cambridge qui disposait de privilèges particuliers était haïe par les habitants de la ville. Une révolte fut organisée par le maire de Cambridge avec l'université comme cible principale et les rebelles pillèrent le Corpus Christi College qui avait des connexions avec Jean de Gand et l'église de l'université. La bibliothèque et les archives de l'université furent brûlées au centre de la ville. Le lendemain, l'université fut contrainte de négocier une nouvelle charte par laquelle elle abandonnait ses privilèges royaux. La révolte se poursuivit ensuite au nord de Cambridge vers Ely où la prison fut ouverte et le juge de paix exécuté.
Dans le Norfolk, la révolte fut menée par Geoffrey Litster, un tisserand, et Roger Bacon, un noble local qui avait des liens avec les rebelles du Suffolk,. Litster dépêcha des messagers dans tout le comté pour lever de nouvelles forces le 14 juin. Les rebelles se rassemblèrent le 17 juin à l'extérieur de la ville de Norwich et exécutèrent Robert Salle qui était responsable des défenses de la ville et avait tenté de négocier une solution,. Les habitants de la ville ouvrirent les portes aux rebelles, et ils commencèrent à piller les bâtiments. William de Ufford, le comte de Suffolk quitta son domaine et s'enfuit à Londres. Les autres meneurs de la noblesse locale furent capturés et contraints de servir de serviteurs à Litster. Les violences s'étendirent à tout le comté, les prisons furent ouvertes, les immigrants flamands exécutés, les documents officiels brûlés et les domaines pillés et détruits.

#### Nord et Ouest de l'Angleterre

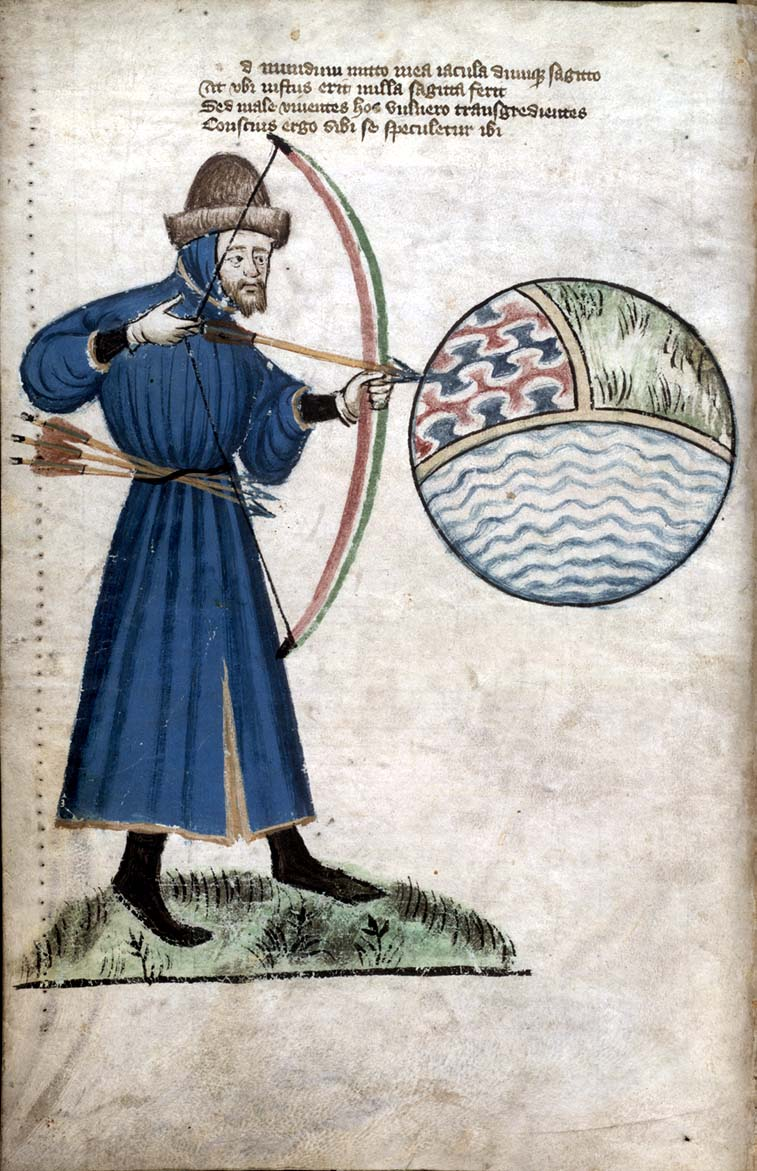
Illustration du poème Vox Clamantis de John Gower sur la révolte.

Des révoltes éclatèrent également dans le reste de l'Angleterre et en particulier dans les villes du Nord qui étaient de longue date des pôles d'instabilité. Dans la ville de Beverley, des affrontements opposèrent la riche élite marchande au reste de la population plus pauvre durant le mois de mai. À la fin du mois, les rebelles avaient pris le pouvoir et remplacé les anciens membres de l'administration locale par des partisans de leur cause. Ils tentèrent d'obtenir le soutien d'Alexandre Neville, l'archevêque d'York, et en juin la précédente administration accepta d'ouvrir des négociations sous la médiation de ce dernier. La situation revint à la normale en juin 1382 mais les tensions persistèrent pendant de nombreuses années.
Les nouvelles des troubles dans le Sud-Est se propagèrent vers le Nord mais furent ralenties par le mauvais état des réseaux de l'Angleterre médiévale. À Leicester, où Jean de Gand possédait un château, les nouvelles indiquaient que des rebelles venant du Lincolnshire avaient l'intention de prendre d'assaut la forteresse. Le maire mobilisa les défenses de la ville dont la milice locale mais il n'y eut aucune attaque. Jean de Gand se trouvait à Berwick lorsqu'il apprit le 17 juin qu'une révolte était en cours. Ignorant que Wat Tyler avait été tué, Jean de Gand plaça ses châteaux dans le Yorkshire et le pays de Galles en alerte. De nouvelles rumeurs, beaucoup fausses, continuèrent d'arriver à Berwick et rapportaient que sa résidence à Leicester avait été pillée et que des unités rebelles étaient à sa recherche. Jean de Gand se mit en route vers le château de Bamburgh mais changea de destination et se rendit en Écosse ; il ne revint en Angleterre qu'au retour du calme.
Les habitants de la ville d'York prirent connaissance des événements londoniens le 17 juin et ils attaquèrent les propriétés des dominicains, des franciscains et des autres congrégations religieuses. Les violences se poursuivirent pendant plusieurs semaines et le 1er juillet, un groupe d'hommes en armes menés par John de Gisbourne entra de force dans la ville pour tenter d'en prendre le contrôle. Le maire, Simon de Quixlay, commença à reprendre progressivement le contrôle mais l'ordre ne fut pas complètement ramené avant 1382. Des émeutes éclatèrent à Scarborough contre l'élite de la ville le 23 juin. Les membres de l'administration furent déposés et un percepteur faillit être lynché.
Dans la ville de Bridgwater dans le Somerset, la révolte fut menée par Thomas Ingleby et Adam Brugge qui attaquèrent la résidence des augustins le 19 juin et forcèrent leur chef à abandonner ses privilèges et à payer une rançon,. Les rebelles pillèrent ensuite la résidence de John Sydenham, un marchand et un membre de l'administration locale. La prison d'Ilchester fut prise d'assaut et un prisonnier impopulaire fut exécuté.

### Répression

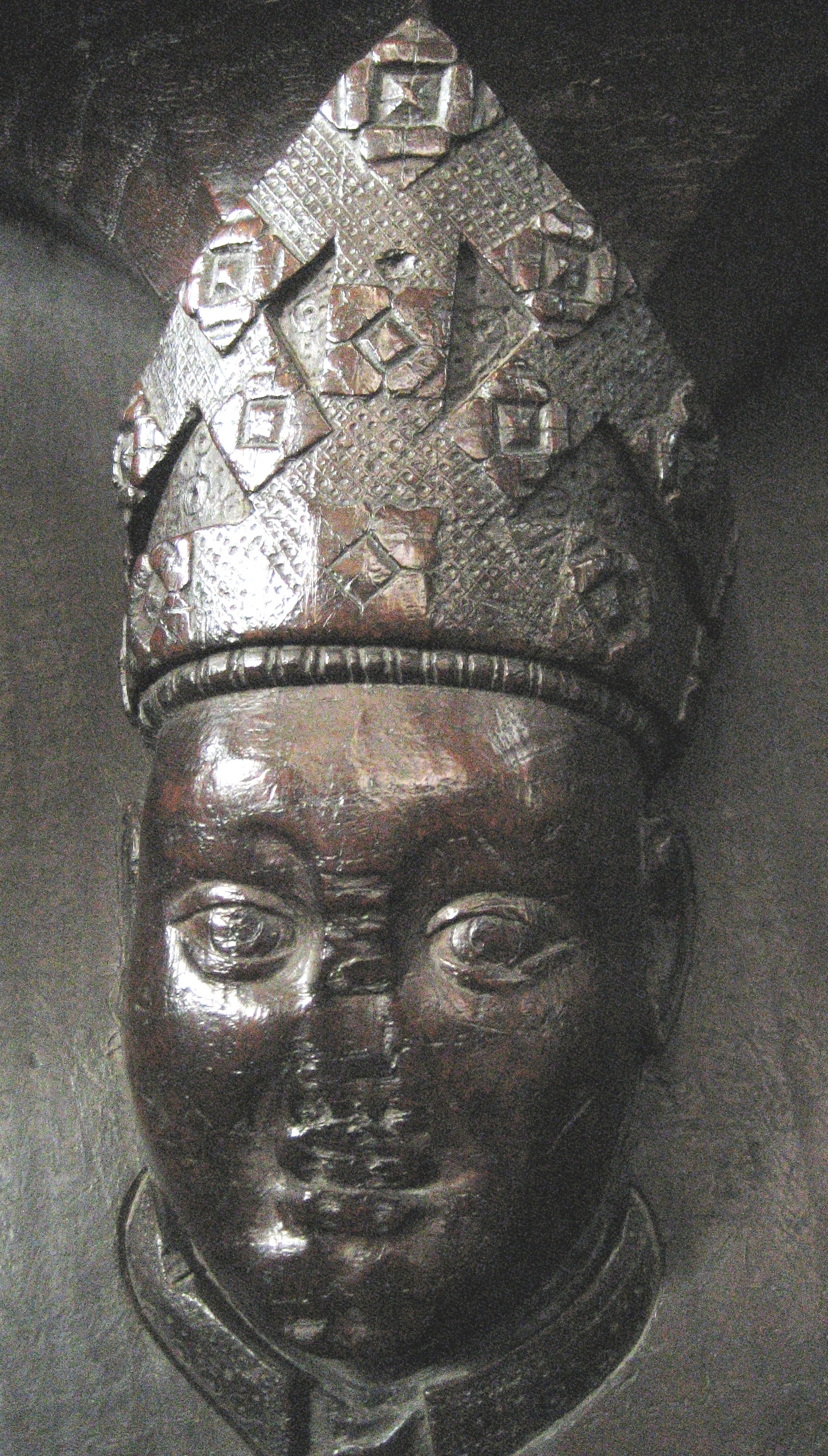
Sculpture du XIVe siècle d'Henri le Despenser.

La reprise en main royale commença peu après la mort de Wat Tyler le 15 juin. Robert Knolles, Nicolas Brembre et Robert Launde furent nommés pour ramener l'ordre dans la capitale. Une troupe de 4 000 soldats fut assemblée à Londres et des unités furent détachées dans les autres régions du pays,.
La révolte en Est-Anglie fut écrasée de manière indépendante par l'évêque de Norwich, Henri le Despenser. Ce dernier se trouvait à Stamford dans le Lincolnshire au début du soulèvement et il se mit en marche vers le sud avec huit hommes d'armes et un petit groupe d'archers,. Après avoir rassemblé des soutiens en chemin, il arriva à Peterborough où il mit en déroute un groupe de rebelles et exécuta ceux qu'il fit prisonniers y compris ceux qui s'étaient réfugiés dans l'abbaye de la ville. Il se rendit ensuite vers le sud-est via Huntingdon et Ely avant d'arriver à Cambridge le 19 juin. Il poursuivit son avancée dans les zones contrôlées par les rebelles dans le Norfolk et reprit la ville de Norwich le 24 juin après quoi il se lança à la poursuite du chef rebelle Geoffrey Litster. Les deux forces s'affrontèrent à la bataille de North Walsham le 25 ou le 26 juin ; Henri le Despenser fut victorieux et Litster fut capturé et exécuté. La réaction rapide de l'évêque joua un rôle décisif dans l'écrasement de la révolte en Est-Anglie mais cela fut très inhabituel car il avait agi de son propre chef et l'exécution de rebelles sans approbation royale était illégale,.
Le 17 juin, Richard II envoya le comte de Kent Thomas Holland pour ramener l'ordre dans le Kent avec un petit groupe de soldats et le Comte de Kent présida des tribunaux à Maidstone et Rochester. William de Ufford, le comte de Suffolk, retourna dans son comté le 23 juin avec 500 soldats. Il reprit rapidement le contrôle de la région et présida un tribunal à Mildenhall qui condamna de nombreux accusés à mort,. Il entra ensuite dans le Norfolk le 6 juillet et organisa des procès à Norwich et Great Yarmouth. À St Albans, l'abbé arrêta William Grindecobbe et ses partisans.
Le 20 juin, le comte de Buckingham Thomas de Woodstock et le nouveau lord juge en chef Robert Tresilian reçurent des pouvoirs extraordinaires sur l'ensemble de l'Angleterre. Le premier organisa des procès dans l'Essex avec l'aide d'une importante force armée car le comté était encore agité et la rébellion se poursuivait. Richard II se rendit lui-même dans l'Essex pour rencontrer une délégation de rebelles qui voulait obtenir une confirmation des nouvelles libertés que le roi avait accordées à Mile End. Richard II les renvoya et aurait déclaré : « Rustres vous étiez et rustres vous restez. Vous resterez dans la servitude mais celle-ci sera incomparablement plus dure, ». Tresilian rejoignit Thomas de Woodstock et organisa 31 exécutions à Chelmsford puis il alla à St Albans où il semble avoir utilisé la torture pour obtenir des condamnations. Le comte de Buckingham se rendit à Gloucester avec 200 soldats pour écraser la révolte tandis que le comte de Northumberland Henry Percy fut chargé de la pacification du Yorkshire.
De nombreuses lois furent invoquées durant la répression depuis la trahison aux accusations d'autodafé et de destruction de bâtiments,. L'emploi d'indicateurs et les dénonciations devinrent courants et entraînèrent un climat de terreur dans tout le pays ; au moins 1 500 personnes avaient été tuées au combat ou exécutées par les autorités en novembre. Beaucoup de ceux qui avaient perdu des biens durant la révolte cherchèrent des dédommagements et Jean de Gand fut particulièrement actif dans la recherche de ceux qui avaient détruit son hôtel de Savoie,. Beaucoup de ces actions furent vaines.
Les chefs rebelles furent rapidement arrêtés. Jack Straw fut capturé à Londres et exécuté. John Ball fut arrêté à Coventry, jugé à St Albans et exécuté le 15 juillet. Grindecobbe fut également jugé et exécuté à St Albans. Lors de son procès à Londres, John Wrawe dénonça probablement 24 de ses associés dans l'espoir d'être gracié mais il fut hanged, drawn and quartered le 6 mai 1382,. Roger Bacon, probablement arrêté avant la reprise en main de Norfolk, fut jugé et emprisonné à la tour de Londres avant d'être gracié par la Couronne.

## Conséquences

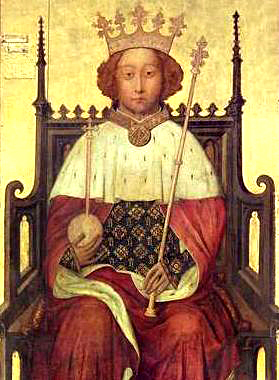
Portrait de Richard II datant de la fin du XIVe siècle.

Le gouvernement et le Parlement commencèrent à rétablir le fonctionnement normal de l'administration après la révolte ; comme l'écrivit l'historien Michael Postan, le soulèvement fut sur de nombreux points, « un événement transitoire, ». Le 30 juin, le roi ordonna aux serfs de reprendre le travail suivant les contrats d'avant la révolte et le 2 juillet, les chartes royales accordées de force furent officiellement révoquées. Le Parlement se rassembla en novembre pour discuter des événements de l'année et de la manière d'y répondre. Le soulèvement fut attribué à la mauvaise conduite des fonctionnaires qui auraient été trop cupides et autoritaires. La Chambre des communes confirma les lois sur le travail existantes mais imposa des changements au sein du conseil royal. Richard II accepta des demandes et accorda une grâce générale à ceux qui avaient exécuté des rebelles sans procès en bonne et due forme, à ceux qui s'étaient échappé des prisons et à ceux qui s'étaient rebellés.
Malgré la brutalité de la répression, le gouvernement et les seigneurs locaux continuèrent de craindre une nouvelle révolte pendant plusieurs décennies,. De fait, des troubles se poursuivirent pendant quelques années. En septembre 1382, un possible complot visa l'évêque de Norwich et une enquête fut menée en mars de l'année suivante sur une tentative d'assassinat du shérif du Devon,. Peu de seigneurs se vengèrent de leurs paysans en dehors du système judiciaire et lors des négociations avec les propriétaires terriens, les paysans rappelaient le souvenir de la révolte.
Le Parlement ne tenta plus d'imposer un impôt par tête ou de réformer le système fiscal anglais. La Chambre des communes conclut à la fin de l'année 1381 que l'effort militaire sur le continent devait être « prudemment mais fortement réduit ». Incapable de lever de nouveaux impôts, le gouvernement fut contraint de réduire ses dépenses militaires et commença à examiner la possibilité d'une paix avec la France,. Le servage diminua après 1381 mais cela était plus lié à des raisons économiques que politiques. Les salaires continuèrent d'augmenter et les seigneurs revendaient la liberté de leurs serfs pour obtenir de l'argent ou convertissaient les contrats traditionnels vers de nouvelles formes d'affermage,. La pratique disparut ainsi au XVe siècle.

## Origines des rebelles

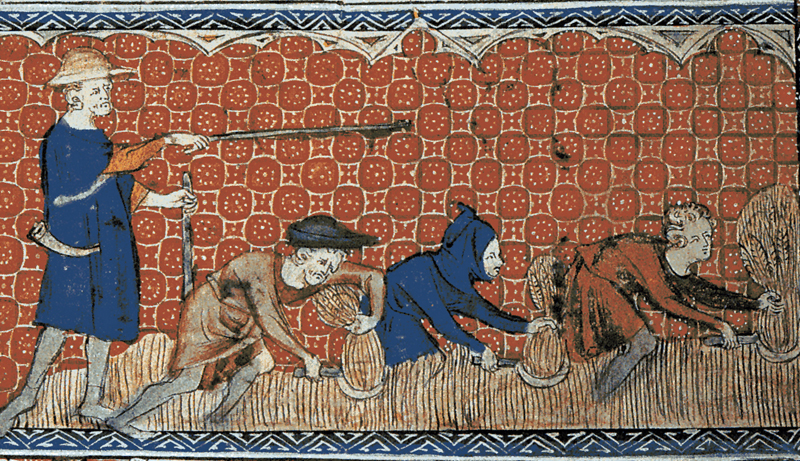
Récolte du blé par des serfs sous la direction d'un reeve. Enluminure du psautier de la reine Marie, XIVe siècle.

Dans les chroniques contemporaines, les rebelles étaient souvent décrits comme des serfs ruraux dans des termes latins méprisants comme serviles rustici, servile genu et rustictas,. Certains chroniqueurs dont Knighton ont noté la présence d'apprentis en fuite, d'artisans et d'autres parfois désignés par l'expression de « lesser commons » (« moins roturiers »),. Les documents rédigés par les tribunaux après la révolte montrent ainsi la participation d'une grande partie des classes inférieures et s'il est risqué de s'appuyer excessivement sur ces écrits, la perception antérieure d'une révolte menée uniquement par des serfs non libres est aujourd'hui rejetée,,,.
Les rebelles ruraux venaient de nombreux milieux mais étaient, comme l'écrit l'historien Christopher Dyer, « des personnes bien en dessous des rangs de la noblesse mais qui détenaient néanmoins quelques biens et terres » et qui n'appartenaient pas aux classes les plus démunies de la société qui formaient une minorité dans le mouvement rebelle,,. Beaucoup avaient des fonctions dirigeantes dans les communautés rurales et ils devinrent les meneurs du soulèvement. Certains étaient des artisans et l'historien Rodney Hilton rapporte qu'il y avait « des charpentiers, des menuisiers, des maçons, des cordonniers, des tailleurs, des tisserands, des fouleurs, des gantiers, des merciers, des tanneurs, des boulangers, des bouchers, des aubergistes, des cuisiniers et des chaufourniers ». Les rebelles étaient essentiellement des hommes mais il y avait quelques femmes dans leurs rangs. Ils étaient pour la plupart analphabètes mais il n'y avait alors qu'entre 5 et 15 % de la population qui savait lire.
De nombreux rebelles avaient des liens avec les villes et la majorité des participants aux événements de Londres était probablement des urbains plutôt que des paysans,. Dans certains cas, les citadins qui rejoignirent la révolte étaient pauvres et cherchaient à s'enrichir aux dépens des élites locales. À Londres, les insurgés urbains semblent avoir largement été pauvres et non qualifiés. À l'inverse, certains rebelles appartenaient à cette élite et la révolte de York fut essentiellement menée par des membres de cette communauté,. Néanmoins, l'afflux de population vers les villes après la peste noire rend parfois difficile la distinction entre urbains et ruraux.
La vaste majorité des participants de la révolte de 1381 n'était pas représentée au Parlement et ils étaient exclus du processus législatif. Les rebelles furent parfois menés ou rejoints par des membres prospères de la noblesse comme Roger Bacon à Norfolk. Certains avancèrent plus tard qu'ils avaient été contraints par les insurgés de participer au soulèvement. Des membres du clergé rejoignirent également l'insurrection ; en plus des principaux meneurs comme John Ball ou John Wrawe, près de 20 ecclésiastiques sont mentionnés dans les documents sur la révolte dans le Sud-Est. Certains poursuivaient des objectifs locaux, d'autres se sentaient désavantagés et vivaient dans une relative pauvreté par rapport au haut-clergé tandis que d'autres semblent avoir été motivés par des idées radicales.
Beaucoup d'insurgés utilisaient des pseudonymes en particulier dans les lettres envoyées dans tout le pays pour encourager de nouvelles insurrections,. L'un des plus populaires était Piers Plowman d'après le poème de William Langland. Jack fut également largement utilisé et les historiens Steven Justice et Carter Revard suggèrent que cela était peut-être lié au Jacques des Jacqueries françaises ayant eu lieu quelques décennies auparavant.

## Héritage

### Historiographie

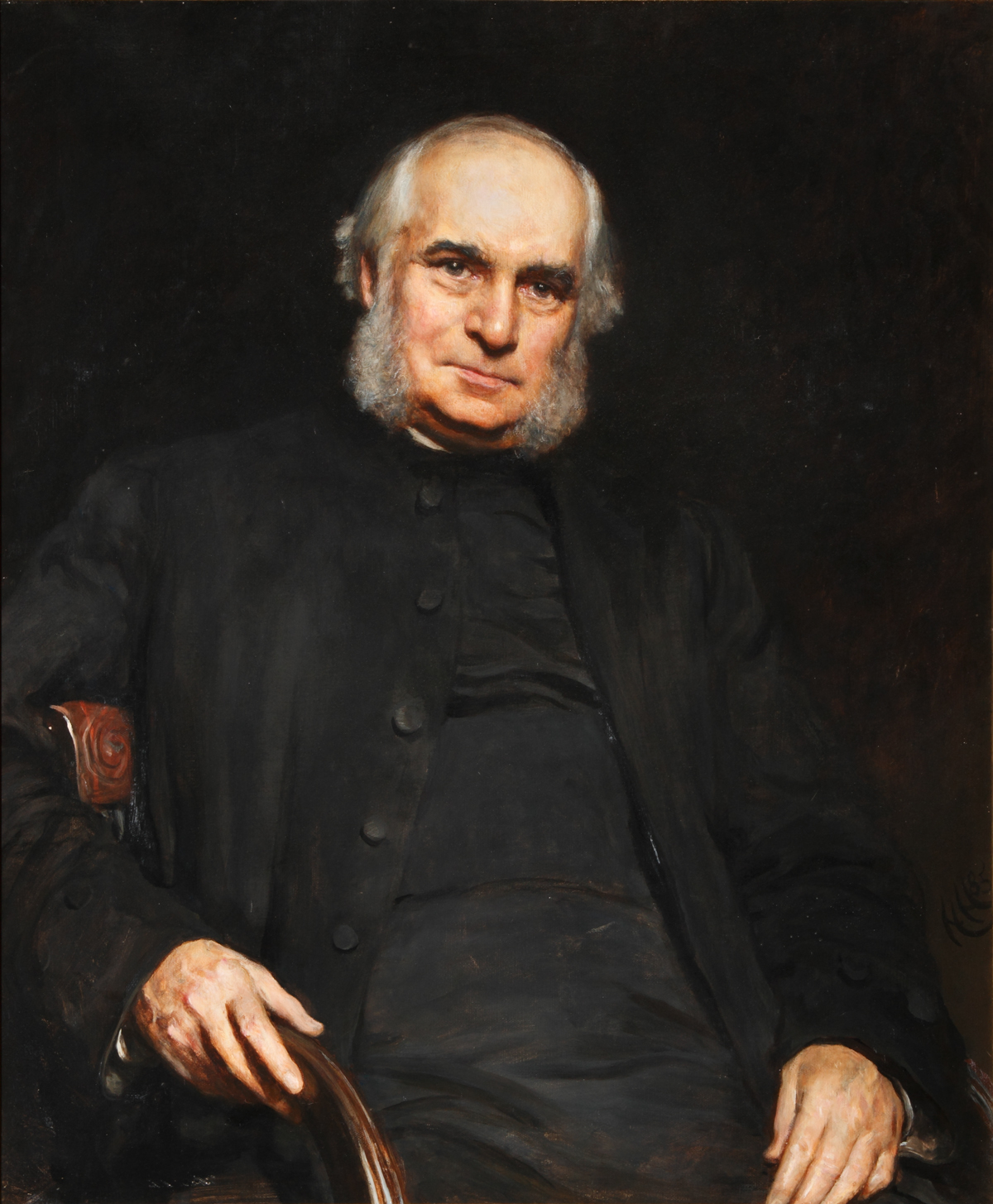
Portrait de William Stubbs par Hubert von Herkomer, 1885.

Les chroniques contemporaines sur la révolte ont été une source importante pour les historiens mais ces dernières étaient partiales et représentaient les rebelles comme, selon l'historienne Susan Crane, des « bêtes, des monstruosités ou des fous induits en erreur, ». Les chroniqueurs de Londres étaient réticents à reconnaître le rôle des Londoniens de base dans la révolte et préféraient accuser les ruraux du Sud-Est. L'un des principaux témoignages était l'Anonimalle Chronicle anonyme dont les auteurs semblent avoir appartenu à la cour du roi. Le chroniqueur Thomas Walsingham assista à la plus grande partie de la révolte mais se concentra sur la terreur de la révolte sociale et ses comptes-rendus étaient particulièrement biaisés contre les rebelles,. Jean Froissart, l'auteur des Chroniques, disposait de sources proches des meneurs du soulèvement mais tendait à enjoliver les faits de récits pittoresques. Aucun compte-rendu favorable aux rebelles ne nous est parvenu.
La fin du XIXe siècle vit le début d'un regain d'intérêt pour la révolte des paysans du fait de la montée en puissance des mouvements ouvrier et socialiste. Les travaux de George Trevelyan, de Charles Oman, d'Edgar Powell et d'André Réville permirent de définir la chronologie du soulèvement,,,,. En 1907, les comptes-rendus des chroniqueurs étaient disponibles et les documents officiels sur les événements avaient été identifiés. Réville utilisa les documents sur les inculpations des rebelles après la révolte comme une nouvelle source d'informations historiques et au XXe siècle, des travaux furent réalisés sur l'histoire sociale et économique de la révolte avec les sources locales du Sud-Est de l'Angleterre,.
Les interprétations de la révolte ont varié au cours de l'histoire. Les historiens du XVIIe siècle comme John Smyth avancèrent l'idée que l'insurrection avait marqué la fin du servage en Angleterre. Ses successeurs du XIXe siècle comme William Stubbs et Thorold Rogers renforcèrent cette idée. Au XXe siècle, cette interprétation fut de plus en plus critiqué par les historiens tels que May McKisack, Michael Postan et Richard Dobson, qui réévaluèrent l'impact de la révolte sur la société et l'économie anglaise. Les historiens marxistes du milieu du XXe siècle avaient généralement une vision favorable de la révolte et en 1973, Rodney Hilton la remplaça dans le contexte plus large de la crise de la fin du Moyen Âge,,,.
Le nom de « révolte des paysans » est apparu au XVIIIe siècle et au début du XIXe siècle et il fut utilisé pour la première fois par l'historien John Richard Green dans son ouvrage Short History of the English People en 1874. Les chroniques contemporaines n'ont pas donné de nom particulier au soulèvement et le terme de « paysan » n'est pas apparu dans la langue anglaise avant le XVe siècle. Cette désignation a été critiquée par des historiens modernes comme Miri Rubin et Paul Strohm car beaucoup de participants n'étaient pas des paysans et que les événements ressemblaient plus à une protestation prolongée qu'à une révolte ou une rébellion,,.

### Culture populaire

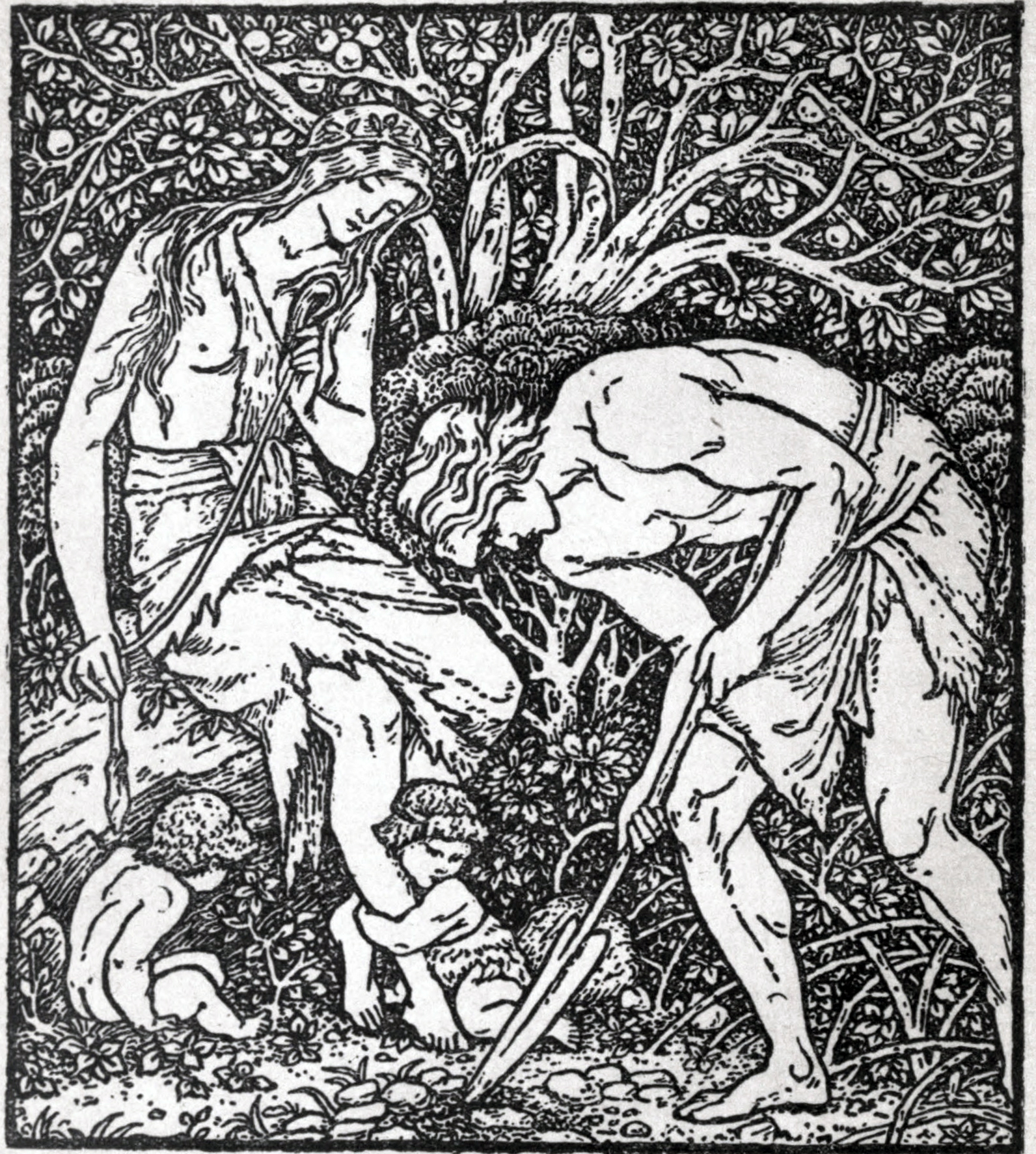
Frontispice du livre A Dream of John Ball de William Morris illustrant le sermon de John Ball.

La révolte des paysans a été représentée dans de nombreuses œuvres de fiction. Dans le poème Vox Clamantis écrit dans les décennies qui suivirent la révolte, le poète John Gower condamna les rebelles qu'il associait à des animaux sauvages,,. Geoffrey Chaucer, qui habitait à Aldgate et a peut-être été à Londres au moment du soulèvement, utilisa les meurtres des Flamands comme la métaphore d'un désordre plus grand dans Les Contes de Canterbury tout en parodiant le poème de Gower,. Chaucer ne fit pas d'autres références à la révolte dans ses œuvres peut-être car il était financé par le roi et qu'il aurait été peu sage de la mentionner. William Langland, l'auteur du poème Pierre le Laboureur qui fut largement utilisé par les rebelles, modifia son texte après la révolte pour se distancer de leur cause,.
La révolte servit de base pour la pièce de théâtre The Life and Death of Jack Straw datant de la fin du XVIe siècle et peut-être écrite par George Peele. Jack Straw y est représenté comme un personnage tragique attiré dans une révolte injustifiée par John Ball ; la pièce fait des parallèles politiques clairs entre l'instabilité de la fin de l'Angleterre élisabéthaine et le XIVe siècle. L'histoire de la révolte fut utilisée dans des pamphlets publiés durant la Première Révolution anglaise au XVIIe siècle,. Au XVIIIe siècle, un chapbook intitulé The History of Wat Tyler and Jack Strawe fut populaire durant les révoltes jacobites et la guerre d'indépendance américaine,. Thomas Paine et Edmund Burke échangèrent sur les leçons à tirer de la révolte avec le premier exprimant sa sympathie pour les rebelles et le second condamnant les violences. Le poète romantique Robert Southey basa sa pièce de 1794, Wat Tyler, sur les événements en prenant une perspective radicale et pro-rebelle.
L'historien Michael Postan écrivit que la révolte devint « un symbole des changements sociaux et un exemple typique d'une révolte de la classe ouvrière contre l'oppression » et fut largement utilisée dans la littérature socialiste des XIXe et XXe siècles,. Dans A Dream of John Ball publié en 1888, William Morris créa un narrateur du XIXe siècle ouvertement favorable à la cause paysanne ramené au XIVe siècle par l'intermédiaire d'un rêve. Le récit se termine par la prophétie selon laquelle les idéaux socialistes seront un jour victorieux. Les socialistes du XXe siècle continuèrent d'établir des parallèles entre la révolte et les luttes politiques contemporaines comme lors des débats sur l'introduction de la Poll tax au Royaume-Uni dans les années 1980,.
Les événements de 1381 furent également repris par des théoriciens du complot comme l'auteur John J. Robinson qui tenta d'expliquer de présumées incohérences dans les études historiques comme la vitesse à laquelle la révolte s'est organisée. Il fut par exemple avancé que l'insurrection avait été menée par une organisation secrète et occulte appelée la Great Society présentée comme un successeur de l'ordre du Temple dissous en 1312 ou que les francs-maçons avaient secrètement joué un rôle,,,.